# Roger Ébacher
Roger Ébacher (* 6. Oktober 1936 in Amos) ist ein kanadischer Geistlicher und emeritierter Erzbischof von Gatineau.

## Leben
Roger Ébacher empfing am 27. Mai 1961 die Priesterweihe für das Bistum Amos.
Papst Johannes Paul II. ernannte ihn am 30. Juni 1979 zum Bischof von Hauterive. Der Erzbischof von Rimouski, Gilles Ouellet PME, spendete ihm am 31. Juli desselben Jahres die Bischofsweihe; Mitkonsekratoren waren Jean-Guy Couture, Bischof von Chicoutimi, und Gérard Drainville, Bischof von Amos.
Am 30. März 1988 wurde er zum Bischof von Gatineau-Hull ernannt und am 6. Mai desselben Jahres in das Amt eingeführt. Mit der Erhebung zum Erzbistum am 31. Oktober 1990 wurde er zum Erzbischof von Gatineau-Hull ernannt. Am 12. Oktober 2011 nahm Papst Benedikt XVI. das von Roger Ébacher aus Altersgründen vorgebrachte Rücktrittsgesuch an.